# Via Merulana
Via Merulana je historická ulice v Římě. Název je pravděpodobně odvozen od rodu Merulo, která zde vlastnila pozemky ve středověku. Nachází se v centru města a spojuje baziliku Santa Maria Maggiore s bazilikou San Giovanni in Laterano, podél čtvrtí Monti a Esquilino (jeden ze sedmi římských pahorků). Leží jižně od hlavního římského vlakového nádraží (Stazioni Termini), poblíž Oppijského pahorku. Je známá také tím, že do ní italský spisovatel Carlo Emilio Gadda situoval svůj kriminální román Quer pasticciaccio brutto de via Merulana (Ten strašný nepořádek na Via Merulana) (1946).

## Historie
Moderní ulice kopíruje trasu Via Gregoriana ze 16. století, kterou vytyčil papež Řehoř XIII. a rozšířil papež Sixtus V., aby poskytla vhodné prostředí pro procesí a papežské průvody mezi Santa Maria Maggiore, San Giovanni in Laterano, Scala Santa a bazilikou Santa Croce in Gerusalemme. Od 17. století kolem něj vyrůstaly předměstské patricijské vily, z nichž poslední (1830) byla vila Wolkonsky, která se jako jediná zachovala téměř neporušená, zatímco ostatní padly pod krumpáčem umbertinské urbanizace. V minulosti to byla via del Merli, která vedla k prata Meruli, což bylo panství, kde nyní stojí Ospedale San Giovanni in Laterano, oblast zahrnovala obě části Lateránu a Santa Maria Maggiore, ulice protínající Cimbro.

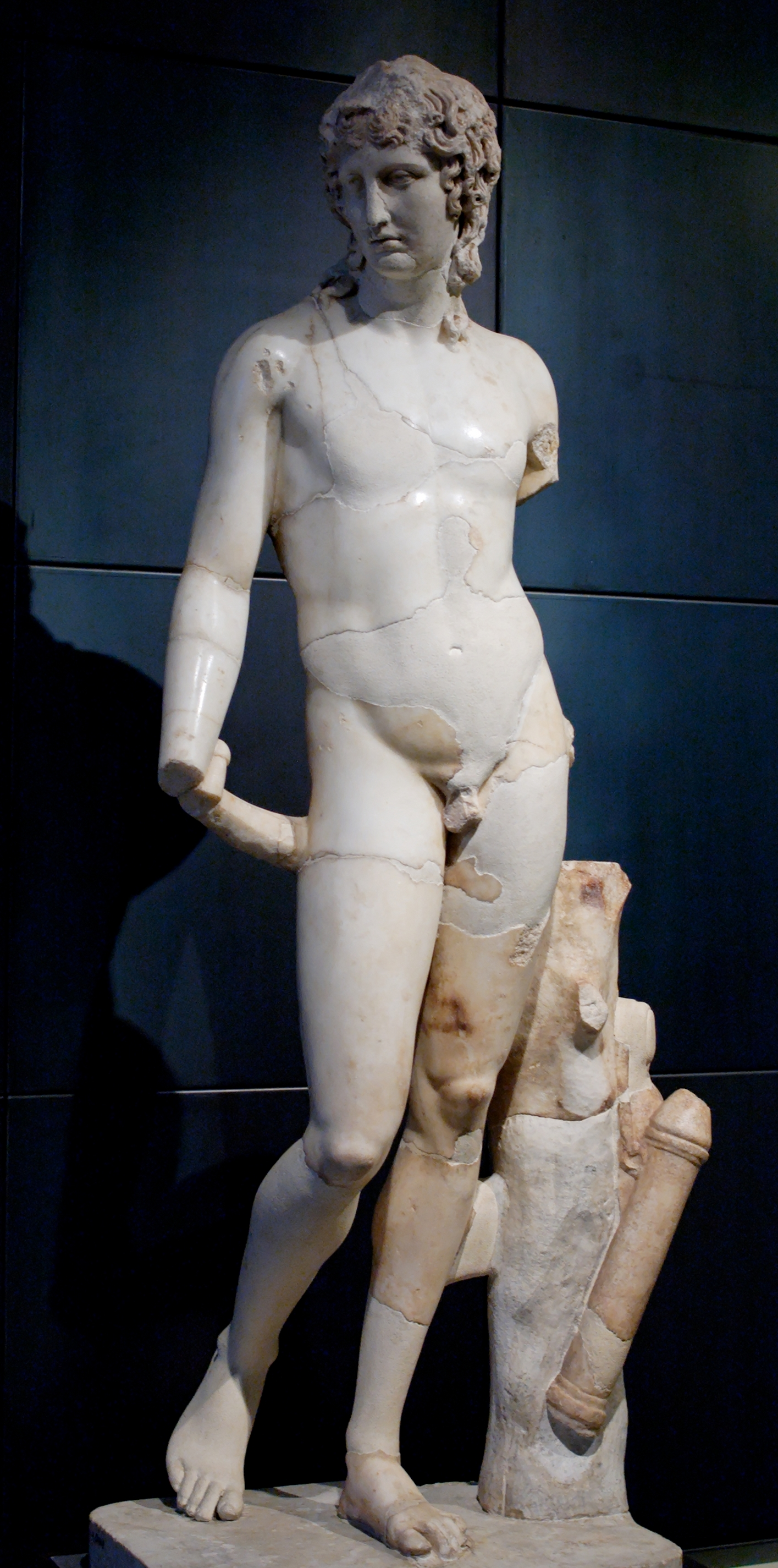
Socha Eróta, nalezená v roce 1876 na Via Merulana (Kapitolská muzea, sál Maecenových zahrad, kopie z antoniánského období podle originálu ze 4. století př. n. l.)

Zmiňuje se o ní Ordo Benedicti, podle něhož vedla od Alexandrova nymfea (tzv. „Mariovy trofeje“ na náměstí Vittoria Emanuela II.) k Neronovým obloukům Aqua Claudia na Caelianu. Jako toponymum se používalo ve třech antických kostelech: S. Bartholomaei de Merulana nebo in Capite Merulanae, S. Basilidis in Merulana a S. Matthaei in Merulana, který byl zničen v roce 1810.

### Označení
Až do roku 1871 se ulice jmenovala „Via Coroncina“, ale na návrh městské rady č. 16 z 30. listopadu 1871 byla přejmenována na „Via Merulana“.

## Zajímavá místa
Podél moderní ulice Via Merulana, od Via Labicana k náměstí Piazza di San Giovanni in Laterano, se nachází bazilika svatého Antonína Paduánského na Esquilinu s přilehlým františkánským klášterem (dříve se v místě nacházela vila Giustiniani Massimo). Na křižovatce s římskou ulicí Via Labicana se nachází průčelí starobylého kostela svatých Marcelína a Petra v Lateránu (Santi Marcellino e Pietro al Laterano). Na křižovatce s Via di San Vito se nachází kostel svatého Alfonse na Esquilinu (Sant'Alfonso di Liguori all'Esquilino) patřící řádu kněží redemptoristů. U křižovatky s Via Mecenate je Auditorium Maecenas a nymfeum tvořící součást Maecenasových zahrad (Horti Maecenatis) s divadlem Brancaccio (Auditorium Maecenas).

Mezi další instituce na trase patří Museo Nazionale d'Arte Orientale a Papežská univerzita Antonianum.